# Chondropoma callipeplum
Chondropoma callipeplum es una especie de molusco gasterópodo de la familia Pomatiasidae en el orden de los Mesogastropoda.

## Distribución geográfica
Es endémica de Nicaragua.    